# Leo Rudolf Raubal Jr
Leo Rudolf Raubal Jr. (né le 12 octobre 1906 à Linz - mort le 18 août 1977, en Espagne) est un professeur de chimie à Salzbourg.
Il est le fils de Leo Raubal et d'Angela Hitler, demi-sœur d'Adolf Hitler.

## Biographie
Leo Raubal Jr. est le fils aîné de Leo Raubal (mort le 10 août 1910), inspecteur des impôts, et d'Angela Hitler (1883-1949). Il a deux sœurs cadettes : Geli (1908-1931, suicide) et Elfriede (1910-1993), épouse Ernst Hochegger.
Il travaille avant-guerre aux aciéries de Linz. En octobre 1939, il rentre dans la Luftwaffe où il occupe un poste d’ingénieur avec le grade de lieutenant. Ressemblant à son oncle Adolf Hitler, il lui sert parfois de double.
Blessé en 1943 à Stalingrad, et prisonnier des Russes, Hitler tente de l'échanger contre Iakov Djougachvili, lui-même fils de Staline. Son père se voit refuser la proposition et aurait dit : « La guerre, c'est la guerre. » Il est incarcéré dans une prison de Moscou. Il est libéré le 28 septembre 1955.
Il laisse un fils Peter Raubal (né en 1931) qui est, avec le fils de sa sœur Elfriede, Heiner Hochegger, et les trois fils survivants de William Patrick Hitler (Alexandre, Brian et Louis) le plus proche membre de la famille d'Adolf Hitler.